# Thalassema thalassemum
Thalassema thalassemum är en djurart som tillhör fylumet skedmaskar, och som först beskrevs av Peter Simon Pallas 1774.  Thalassema thalassemum ingår i släktet Thalassema och familjen Echiuridae. Inga underarter finns listade i Catalogue of Life.